# Rochas deslizantes de Racetrack Playa
As rochas deslizantes de Racetrack Playa (em português: Planície ou Praia dos Rastros) são um fenômeno geológico, que ocorre no lago seco chamado Racetrack Playa do Parque Nacional Vale da Morte no estado da Califórnia (Estados Unidos), onde pedras de dimensões variáveis, inclusive bastante grandes, são encontradas com um rastro de movimento atrás de si marcado no solo sem sinal de intervenção humana ou animal.
Por muito tempo a causa deste movimento permaneceu controversa, embora várias teorias tentassem explicá-lo, mas o mistério foi resolvido com o registro de grandes placas flutuantes de gelo, formadas em noites frias, que são empurradas pelo vento e arrastam as rochas consigo. Casos semelhantes são encontrados em diversos outros lagos secos (playas) da região, mas os da Racetrack são os mais notáveis.

## O Vale da Morte e a Racetrack Playa
O Parque Nacional do Vale da Morte, na Califórnia, Estados Unidos, é conhecido como uma área de extremos topográficos e climáticos. Contém os pontos mais baixos (86 m abaixo do nível do mar) e as mais altas temperaturas atmosféricas (57 °C) do Hemisfério Ocidental. No solo a temperatura já chegou à marca de 54 °C registrada em Furnace Creek em 15 de julho de 1972. A precipitação de chuva é de apenas 5 cm por ano. Nas ocasiões de chuva o afluxo de água descido das montanhas no entorno pode criar um lago raso com uma lâmina de água de até 25 cm de espessura, que logo evapora. Ocasionalmente ocorre precipitação de até 30 cm de neve e se forma gelo na água, quando ela existe, podendo chegar a uma espessura de 8 cm.
A Racetrack Playa é uma planície elevada a 1 131 m de altitude, com uma cadeia montanhosa circundante (Cadeia Panamint) que chega a 1 710 m. A área do lago localiza-se no centro de uma bacia hidrográfica fechada com cerca de 180 km². A superfície da playa é quase perfeitamente plana e quase sempre seca, coberta de lama solidificada e fragmentada em polígonos irregulares. Tem cerca de 4,5 km de comprimento norte-sul e cerca de 2 km de largura leste-oeste. Ventos fortes são comuns, na direção norte-sul.

## As rochas deslizantes
As rochas encontradas na área da playa se originam das colinas dolomíticas do entorno, embora algumas sejam de sienito e feldspato. São encontradas a distâncias de até milhares de metros de sua fonte, com rastros atrás de si marcados na lama seca que sugerem um movimento por tração.
Os rastros variam em extensão e direção, alguns mostram linhas quase retilíneas, ou curvas suaves, outros têm angulações abruptas e irregulares. A direção predominante é sul/sudeste - norte/nordeste, consistente com os ventos dominantes da área e sugerindo a força eólica como causa do fenômeno. A natureza dos rastros indica que o movimento se dá quando a superfície da playa está saturada de umidade, mas não profundamente inundada. São marcas efêmeras que não sobrevivem à próxima chuva, embora os rastros mais profundos possam perdurar por alguns anos.

### Histórico das observações e hipóteses

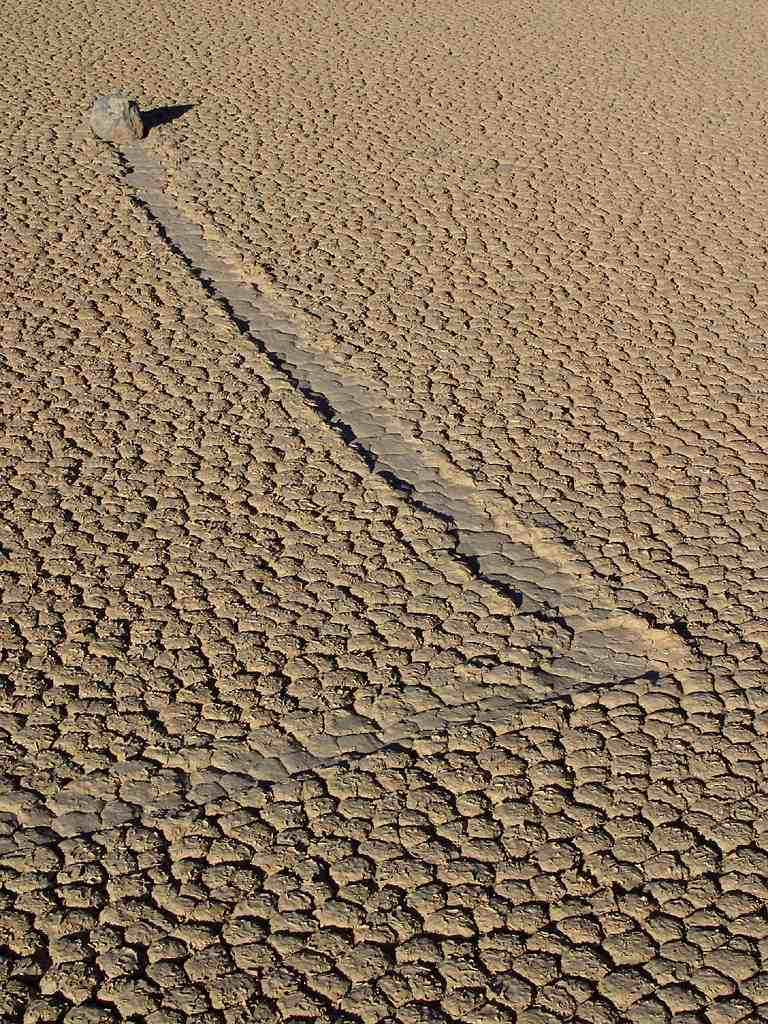

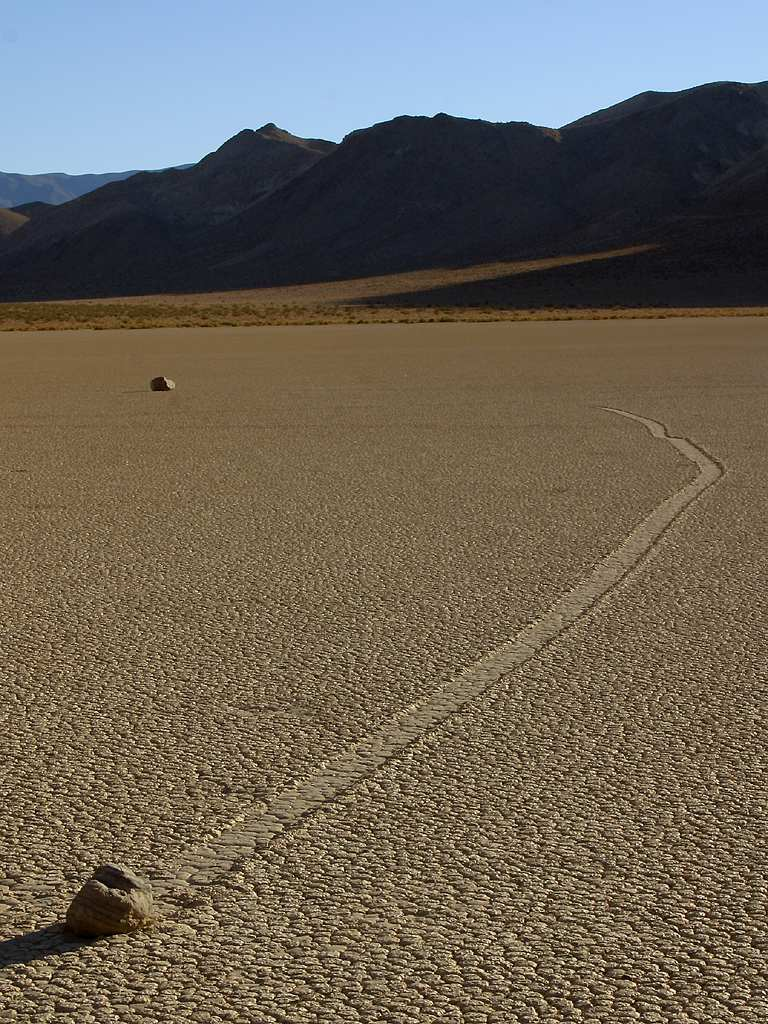

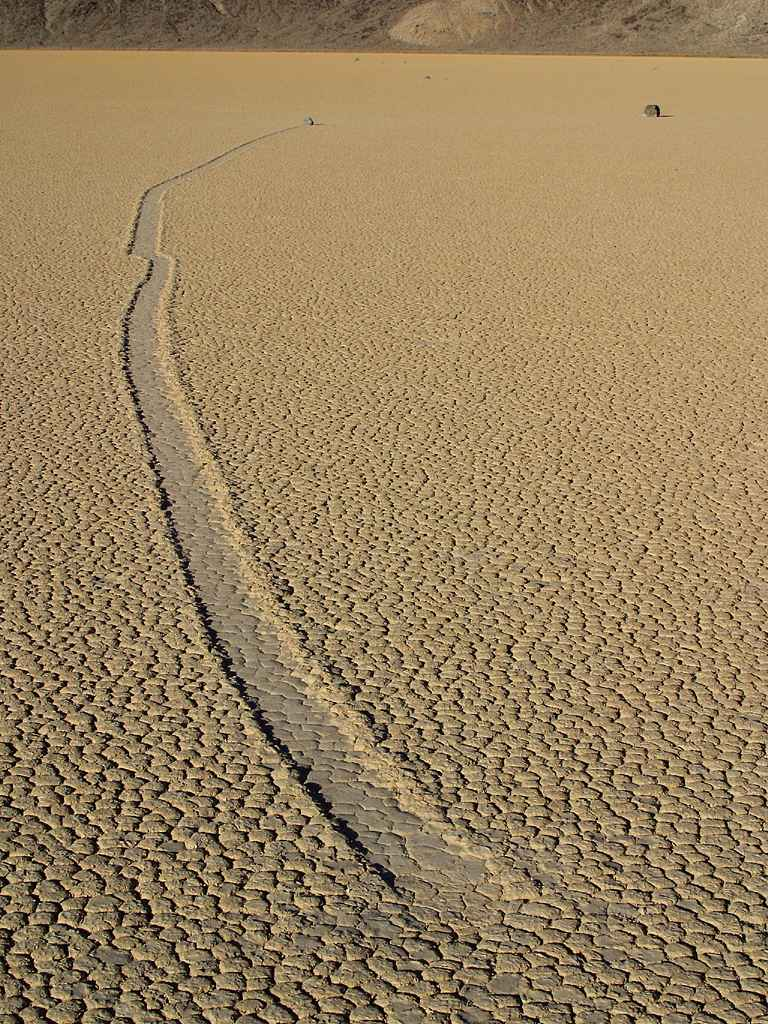

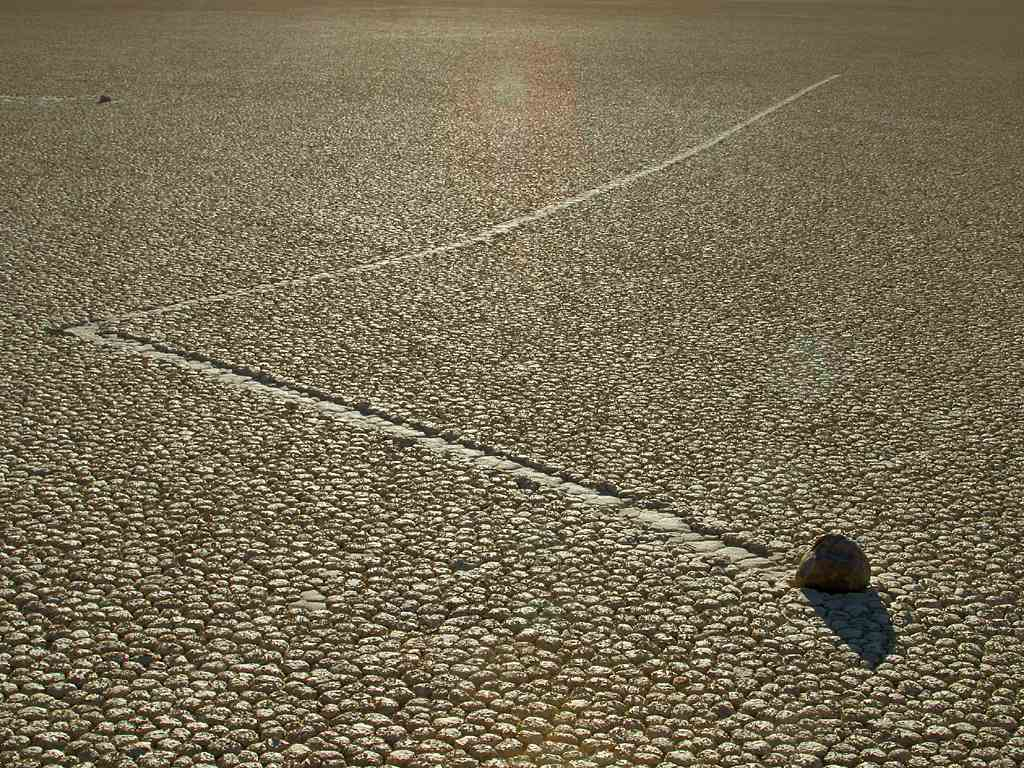

Registros informais populares e estudos científicos sobre este fenômeno se multiplicaram no século XX, mas não se sabe quem primeiro o observou. O primeiro registro escrito conhecido é de McAllister and Agnew, que em 1948 publicaram um artigo no Geological Society of America’s Bulletin, sugerindo que a causa do movimento das rochas era os ventos. Outras pesquisas se seguiram, com mapeamento da área, medições e contagem dos rastros e das pedras, e de outras características geológicas. Especulou-se sobre várias causas possíveis, como tectonismo, anomalias magnéticas, correntes de água e inundações, formação de boias de gelo em torno das pedras, e interferência humana.
A maior parte dos estudiosos aponta o vento atuando sobre uma superfície de lama fresca como a causa principal do movimento das rochas. George Stanley (1955) considerou que os ventos registrados na região são pouco potentes para mover rochas que pesam até 300 kg, e sugeriu que a formação de placas de gelo em torno das pedras poderia ser um fator auxiliar no aumento de sua superfície sem aumento significativo em seu peso, favorecendo a captação do vento e o incremento local de sua potência, bem como o deslizamento.
Bob Sharp e Dwight Carey iniciaram em 1972 um programa de monitoramento de cerca de 30 rochas movidas recentemente. Cada pedra recebeu um nome e foi observada ao longo de sete anos, objetivando testar a hipótese das placas de gelo. Foram montados cercados e estacas em torno dos espécimes selecionados, que deveriam impedir a ação do vento e detectar alterações causadas por congelamento. Contudo, as pedras se moveram da mesma forma, ignorando as proteções, permanecendo as estacas sem serem afetadas. Outras pedras selecionados em pares apresentaram movimento de apenas uma, enquanto a outra, exatamente ao lado, permaneceu imóvel. Quase todas as pedras monitoradas se moveram no período fixado, em distâncias que variaram de poucos centímetros até 262 m. Também reportaram vários movimentos na ausência de depósito volumoso de água sobre a playa, que possibilitaria a formação e deslocamento livre de uma balsa de gelo a carregar as rochas, e que alguns rastros mostram características incongruentes com a hipótese, além de haver registros de atividade em meses de verão.
Em 1995 o professor John Reid e seis estudantes da Universidade de Massachusetts estudaram o caso e encontraram várias incongruências, embora tenham conseguido provar em algumas ocorrências a efetiva colaboração do gelo no processo.
Outros pesquisadores estudando o fenômeno em 1995 detectaram a ocorrência de ventos incomumente fortes sobre a playa, que podem ser comprimidos e intensificados por causa da conformação topográfica do entorno. Notaram ainda que a zona limítrofe acima do solo onde o vento ainda é potente é de apenas 5 cm, evidenciando que pedras relativamente pequenas ainda recebem o pleno impacto dos ventos, que podem atingir a velocidade de 145 km/h durante as tempestades de inverno. Tais tempestades foram consideradas o impulso primário do movimento, enquanto que ventos mais suaves e constantes, com apenas metade da velocidade de impulso inicial, são tidos como suficientes como força propelente de maior duração e que possibilita deslocamentos longos.
Paula Messina (1988) assinala que embora haja tendência de as rochas maiores deixarem rastros mais curtos, uma regra neste sentido não é consistente com as observações, e os dados coletados mostram uma configuração bastante caótica e imprevisível. Sugere ainda que a comprovada formação de uma película de limo lubrificante por cianobactérias aumenta a viscosidade da lama e favorece o deslizamento. Diz também que o gelo, ainda que possa colaborar, não é um fator imprescindível para a movimentação, já que ocorrências foram registradas em temperaturas acima do congelamento. Uma causa sugerida para a movimentação em trajetos altamente irregulares é a captura de rochas por fortes redemoinhos de vento, chamados na região de Dust Devils.
A pesquisadora, cotejando a literatura disponível, lamentou a ausência de relações significativas entre tamanho das rochas, sua origem, sua localização, seus trajetos e as condições geológicas e atmosféricas no local, e a partir desta inconsistência entre os dados, que não indicam um mecanismo formador único, aceitou a hipótese de causas múltiplas para o fenômeno, sendo cada caso produzido por fatores diferentes. Por fim concluiu que o vento apenas, embora sob várias formas e condições, associado a uma superfície úmida da playa, é suficiente para a formação do fenômeno.

## Fim do mistério
Em 2014, após anos de teorias e especulações, um grupo de pesquisadores conseguiu desvendar o mistério das pedras utilizando câmeras e GPS. Eles notaram que apesar do lago passar grande parte do tempo seco, chuvas e tempestades são suficientes para armazenar uma pequena camada de água em sua superfície. Várias são as condições necessárias para que o movimento ocorra, e por isso ele é infrequente. Deve ser um tempo frio, capaz de criar uma fina camada de gelo sobre a superfície da água durante a noite, em geral de 3–6 mm, não muito maior do que a espessura do vidro de janelas, mas que não congele toda a água, deixando uma camada líquida por debaixo. Ao nascer o sol, o gelo começa a quebrar, formando de início grandes placas flutuantes, até que o calor do dia as fragmente em pequenos pedaços. No experimento conduzido, todos os movimentos ocorreram perto do meio-dia, em dias ensolarados depois de noites frias. Deve também haver vento, cuja ação empurra as ditas placas para várias direções sobre a camada de água que permanece líquida. 
Os maiores episódios de movimento foram registrados com velocidades de vento acima de 5 metros por segundo. Enquanto as placas de gelo permanecem grandes, mas o calor do dia já abriu alguns caminhos de água livre para que possa haver um deslocamento, se encontram rochas pelo caminho, elas são empurradas também. Essas grandes placas explicam os movimentos paralelos de grupos de rochas, todas empurradas juntas pela mesma placa. Observou-se que as rochas não flutuam sobre o gelo, aderidas a ele, como teorias antigas postulavam, mas são apenas empurradas pelas placas em movimento. No entanto, largas placas podem se acavalar sobre as rochas, aumentando ainda mais a área exposta ao vento. O deslocamento pode ser descontínuo, depende da constância dos ventos; é relativamente lento, sendo observados movimentos de no máximo 6 metros por minuto, e pode passar despercebido pelo olhar desatento, especialmente se não existem outras rochas estacionárias por perto para evidenciar claramente uma mudança na sua posição. 
As placas de gelo podem chegar a ter grandes dimensões, chegando a centenas de metros quadrados de superfície, captando do vento uma considerável força dinâmica capaz de movimentar até rochas grandes, atuando como se fossem grandes velas de navio. O experimento registrou pela primeira vez em imagens o movimento das rochas.